# Katzstein
Der Katzstein (auch Katzsteinfels oder Katzfels) ist ein 474 m ü. NHN hoher Tafelberg in der linkselbischen Sächsischen Schweiz.

## Geographie und Umgebung
Der Katzstein liegt südwestlich von Cunnersdorf. Im Nordwesten befindet sich der Spitzstein (410 m) und der Lampertsstein (425 m), im Süden der Rotstein (457 m). Unterhalb des Gipfels befindet sich eine aus Stein gehauene Katze. Vom Aussichtspunkt am Gipfel hat man einen Ausblick auf die Zschirnsteine und andere linkselbische Tafelberge.

## Wandern
Die Trekkingroute Forststeig Elbsandstein führt auf den Gipfel des Katzsteins.